# Усть-Кяхта
Усть-Кяхта (рос. Усть-Кяхта) — село Кяхтинського району, Бурятії Росії. Входить до складу Усть-Кяхтинського сільського поселення.
Населення — 1957 осіб (2015 рік).
Село засноване 1740 року.